# Selena (Ketil Bjørnstad)
Selena is een studioalbum van het ensemble rondom pianist Ketil Bjørnstad. Het gezelschap trok in mei 1977 onder leiding van muziekproducent Svein Erik Børja de Rosenborg Studio in om Selena op te nemen.

## Musici
- Ketil Bjørnstad – piano, elektrische piano, minimoog, stringsynthesizer
- Pete Knudsen – gitaar
- Knut Riisnæs – sopraansaxofoon
- Bjørn Alterhaug – basgitaar, contrabas
- Pål Thowsen – drumstel

## Muziek
Alle muziek door Ketil Bjørnstad

| Nr. | Titel                                      | Duur |
| --- | ------------------------------------------ | ---- |
| 1.  | Gaia                                       | 5:09 |
| 2.  | Mannen som solgte ballonger                | 4:56 |
| 3.  | Gjesten                                    | 5:20 |
| 4.  | Selena                                     | 5:33 |
| 5.  | Kjære deg                                  | 1:53 |
| 6.  | Tider skal komme                           | 4:38 |
| 7.  | Hun spurte ham hvordor han var som han var | 5:25 |
| 8.  | Nedenom og hjem                            | 4:56 |
| 9.  | Naboer                                     | 3:43 |
| 10. | Vi flykter inatt                           | 4:28 |